# Lamberto Caffarelli
Lamberto Caffarelli (Faenza, 6 agosto 1880 – Faenza, 13 marzo 1963) è stato un compositore, filosofo e poeta italiano di ispirazione antroposofica.

## Biografia
Figlio di Colombo Caffarelli e di Edvige Regoli, fu una figura singolare nel panorama culturale faentino della prima metà del Novecento. Dal 1891 al 1896 fu alunno del il seminario diocesano e successivamente frequentò la Scuola di musica di Faenza ed il Liceo musicale di Bologna, dove conseguì, nel 1902, il diploma di maestro in composizione.
Fu direttore della Scuola di musica dal 1921 al 1925 e autore dei poemi scenici "Galeotus" (1920) e "Kisa Gotami" (1919).
Gli anni tra la fine del secolo e lo scoppio del primo conflitto mondiale furono, per Caffarelli, un periodo di intensa e tormentata ricerca interiore, caratterizzata dall'allontanamento dalle credenze religiose tradizionali; gli esiti mistico-esoterici della sua ricerca accentuarono progressivamente il suo isolamento e la sua solitudine. In ambito locale ebbe stretti rapporti con i cattolici "autonomisti" della Lega democratica nazionale murriana e postmurriana, collaborando a diverse iniziative pubblicistiche quali l'«Azione» di Giuseppe Donati ed Eligio Cacciaguerra, la «Rivista bibliografica», «La Rivolta ideale».
A 33 anni partecipa al concorso della Casa Sonzogno di Milano per opere liriche da far rappresentare Teatro alla Scala con un lavoro dal titolo Galeotus, " poema scenico in 4 azioni per la musica", grazie al quale acquisì una discreta fama presso il panorama musicale italiano
Nel corso degli anni venti si avvicina agli ideali antroposofici di Rudolf Steiner, diventando uno dei primi e principali esponenti di questa corrente in Italia. La sua piena adesione alla dottrina steineriana trovò espressione ne "L'arte nel mondo spirituale" (1925), vero e proprio manifesto di un'estetica antroposofica. Di analoga ispirazione furono il poema musicale "Adonie" (1930) e il dramma "Ikhunaton" (1933)
Molto attento alle rinnovazioni culturali della sua epoca, collaborò con il compositore futurista Francesco Balilla Pratella, e partecipò alle attività del cosiddetto Cenacolo Baccarini dove conobbe anche Dino Campana. Attivo non solo come compositore, ma anche come organista, fra il 1900 e il 1921 fu organista presso la cattedrale di Faenza. Oltre alla sua attività musicale si segnalano anche traduzioni dal tedesco e saggi filosofici. Volle donare il suo archivio e la sua biblioteca alla Biblioteca Comunale Manfrediana di Faenza che li conserva tuttora.

## Archivio
Il Comune di Faenza acquisì il fondo nel 1963, in seguito alla morte di Caffarelli, il quale - privo di eredi - in vita aveva già espresso la volontà di donare le sue carte e i suoi libri alla Biblioteca comunale. La loro acquisizione completa avvenne anche grazie alla volontà dell'avvocato Domenico Silvestrini (1898-1974), presidente dell'associazione faentina Amici dell'arte. Testimonianze coeve parlano di "una decina fra bauli e casse pieni di manoscritti che si trovano in un disordine impressionante". A tale donazione si aggiunse anche il pianoforte utilizzato da Caffarelli, tuttora conservato presso la biblioteca.

## Pensiero
Partendo dal pensiero musicale antroposofico proclamato da Steiner, sviluppa un personale sistema armonico collegato con alcune istanze della filosofia antroposofica, comprendente la tavolozza dei dodici suoni della scala cromatica e che egli chiama sistema dodecamorfo, secondo il quale la musica deve divenire immagine e manifestazione visibile traendo le sue fonti in una sfera spirituale. Così egli afferma nel saggio L'arte nel mondo spirituale, pubblicato nel 1925: 
 Così prosegue nel suo Saggio sull'Armonia sintetica: 

## Opere principali

### Musica
- Messa in Mib per cori virili a tre voci ed organo (1910 ca.)
- Galeotus[11] (1913–1920)
- Silfo: commento musicale per orchestra al poemetto in prosa di Arturo Onofri (1929)
- Le anime orfane: canto per violoncello e pianoforte (1930)
- Triodia seconda (1933)

### Saggi
- L' arte nel mondo spirituale: tre saggi come introduzione a una conoscenza spirituale-cosmica dell'arte (Montanari, Faenza, 1925; ried. Il Capitello del Sole, Bologna, 2013, con una Introduzione di Alessandro Sbardelli e il saggio introduttivo "Lamberto Caffarelli. Una prospettiva di arte e di vita come ricerca spirituale" di Giuseppe Fagnocchi)
- Saggio sull'Armonia Sintetica (Doppia generazione delle armonie) (s.d.)
- Studi sull'Armonia. L'armonia come espressione vocale e strumentale, tra il 1910 ed il 1930 (manoscritto conservato presso la Biblioteca Manfrediana di Faenza)
- Disegno storico sulla evoluzione della Sonata (s.d.)
- Il segreto spirituale di Boito, tra il 1910 ed il 1930 (manoscritto conservato presso la Biblioteca Manfrediana di Faenza)
- Da Wagner a Debussy tra il 1920 ed il 1930 (manoscritto conservato presso la Biblioteca Manfrediana di Faenza)
- Rudolf Steiner e gli orizzonti esoterici dell'arte, (dattiloscritto conservato presso la Biblioteca Manfrediana di Faenza)
- Beethoven e la Gioia (in "I nostri quaderni", Carabba, Lanciano, 1927)

### Opere letterarie
- Prose e poesie inedite, a cura di Giovanni Cattani, Lega, Faenza, 1982